# Championnat de Papouasie-Nouvelle-Guinée de football 2010-2011
Navigation
Édition précédente Édition suivante
La saison 2010-2011 du Championnat de Papouasie-Nouvelle-Guinée de football est la cinquième édition de la National Soccer League, le championnat semi-professionnel de première division en Papouasie-Nouvelle-Guinée. 
Sept formations participent à la compétition, qui se déroule en deux phases :
- lors de la phase régulière, les équipes se rencontrent à deux reprises, à domicile et à l'extérieur.
- les quatre premiers à l'issue de la phase régulière disputent une phase finale, jouée sous forme de matchs à élimination directe pour déterminer le champion.

C'est le PRK Hekari South United, quadruple tenant du titre, qui remporte à nouveau la compétition cette saison après avoir battu Eastern Stars lors de la finale nationale. C'est le cinquième titre de champion de Papouasie-Nouvelle-Guinée de l'histoire du club.

## Les clubs participants
- PRK Hekari South United
- Besta PNG FA U20
- Gigira Laitepo Morobe FC
- Eastern Stars FC
- Tukoko University Lae FC
- Madang Niupetro Fox
- Petro Souths FC

## Compétition
Le classement est établi sur le barème de points suivant : victoire à 3 points, match nul à 1, défaite à 0.

### Phase régulière
| Rang | Équipe                   | Pts | J  | G  | N | P | Bp | Bc | Diff |  | Résultats (▼ dom., ► ext.) | Hek | Eas | Tuk | Bes | Pet | Mad | Gig |
| ---- | ------------------------ | --- | -- | -- | - | - | -- | -- | ---- |  | -------------------------- | --- | --- | --- | --- | --- | --- | --- |
| 1    | PRK Hekari South UnitedT | 31  | 11 | 10 | 1 | 0 | 37 | 10 | +27  |  | PRK Hekari South UnitedT   |     | 2-1 | N/D | 4-2 | 4-1 | 8-0 | 6-2 |
| 2    | Eastern Stars FC         | 26  | 12 | 8  | 2 | 2 | 34 | 17 | +17  |  | Eastern Stars FC           | 1-3 |     | 4-0 | 4-2 | 2-1 | 5-1 | 5-2 |
| 3    | Tukoko University Lae FC | 14  | 11 | 3  | 5 | 3 | 10 | 13 | -3   |  | Tukoko University Lae FC   | 0-1 | 0-0 |     | 0-2 | 0-0 | 2-0 | 1-1 |
| 4    | Besta PNG FA U20         | 13  | 12 | 3  | 4 | 5 | 26 | 25 | +1   |  | Besta PNG FA U20           | 1-1 | 2-3 | 1-2 |     | 2-2 | 5-2 | 3-0 |
| 5    | Petro Souths FC          | 12  | 12 | 2  | 6 | 4 | 15 | 19 | -4   |  | Petro Souths FC            | 0-2 | 0-3 | 0-0 | 2-2 |     | 3-1 | 3-0 |
| 6    | Madang Niupetro Fox      | 8   | 12 | 2  | 2 | 8 | 16 | 35 | -19  |  | Madang Niupetro Fox        | 2-3 | 0-2 | 2-3 | 2-2 | 2-2 |     | 1-0 |
| 7    | Gigira Laitepo Morobe FC | 7   | 12 | 1  | 4 | 7 | 15 | 34 | -19  |  | Gigira Laitepo Morobe FC   | 0-3 | 4-4 | 2-2 | 3-2 | 1-1 | 0-3 |     |

|  | Qualification pour la phase finale |
|  | T : Tenant du titre                |

- La rencontre entre le PRK Hekari South United et Tukoko University FC, n'a pas été disputée, sans incidence sur le classement final.

### Phase finale
Toutes les rencontres sont disputées au Lloyd Robson Oval à Port Moresby.
|  | Demi-finales               | Demi-finales               | Demi-finales               | Demi-finales               |                               |                         | Finale                     | Finale                     | Finale                     | Finale                     |
|  |                            |                            |                            |                            |                               |                         |                            |                            |                            |                            |
|  | 26 mars 2011, Port Moresby | 26 mars 2011, Port Moresby | 26 mars 2011, Port Moresby | 26 mars 2011, Port Moresby |                               |                         | 2 avril 2011, Port Moresby | 2 avril 2011, Port Moresby | 2 avril 2011, Port Moresby | 2 avril 2011, Port Moresby |
|  | PRK Hekari South United    | PRK Hekari South United    | 5                          | 5                          |                               |                         | 2 avril 2011, Port Moresby | 2 avril 2011, Port Moresby | 2 avril 2011, Port Moresby | 2 avril 2011, Port Moresby |
|  | PRK Hekari South United    | PRK Hekari South United    | 5                          | 5                          |                               |                         | 2 avril 2011, Port Moresby | 2 avril 2011, Port Moresby | 2 avril 2011, Port Moresby | 2 avril 2011, Port Moresby |
|  | Besta PNG FA U20           | Besta PNG FA U20           | 1                          | 1                          |                               |                         | 2 avril 2011, Port Moresby | 2 avril 2011, Port Moresby | 2 avril 2011, Port Moresby | 2 avril 2011, Port Moresby |
|  | Besta PNG FA U20           | Besta PNG FA U20           | 1                          | 1                          | PRK Hekari South United       | PRK Hekari South United | 4                          | 4                          |                            |                            |
|  | 26 mars 2011, Port Moresby |                            |                            |                            | PRK Hekari South United       | PRK Hekari South United | 4                          | 4                          |                            |                            |
|  |                            |                            | Eastern Stars FC           | Eastern Stars FC           | 0                             | 0                       |                            |                            |                            |                            |
|  | Eastern Stars FC           | Eastern Stars FC           | Eastern Stars FC           | Eastern Stars FC           | 0                             | 0                       | 3                          | 3                          |                            |                            |
|  | Eastern Stars FC           | Eastern Stars FC           |                            |                            |                               |                         |                            | 3                          |                            |                            |
|  | Tukoko University Lae FC   | Tukoko University Lae FC   | 1                          | 1                          |                               |                         |                            |                            |                            |                            |
|  | Tukoko University Lae FC   | Tukoko University Lae FC   | 1                          | 1                          | Match pour la troisième place |                         |                            |                            |                            |                            |
|  |                            |                            |                            |                            |                               |                         |                            |                            |                            |                            |
|  | 2 avril 2011, Port Moresby |                            |                            |                            |                               |                         |                            |                            |                            |                            |
|  | Besta PNG FA U20           |                            |                            |                            |                               |                         |                            |                            |                            |                            |
|  |                            |                            |                            |                            |                               |                         |                            |                            |                            |                            |
|  | Tukoko University Lae FC   |                            |                            |                            |                               |                         |                            |                            |                            |                            |
|  |                            |                            |                            |                            |                               |                         |                            |                            |                            |                            |

## Bilan de la saison
| Championnat de Papouasie-Nouvelle-Guinée de football 2010-2011 |                                    |
| Champion                                                       | PRK Hekari South United (5e titre) |
| Coupes et trophées                                             |                                    |
| Vainqueur de la Coupe de Papouasie-Nouvelle-Guinée 2010-2011   | Non disputée                       |
| Qualifications continentales                                   |                                    |
| Ligue des champions de l'OFC 2011-2012                         | PRK Hekari South United            |
| Promotions et relégations                                      |                                    |
| Promus en National Soccer League                               | Aucun                              |
| Relégués                                                       | Aucun                              |